# Gibraltar Football Association
Die Gibraltar Football Association (GFA) ist der Dachverband des Fußballsports in Gibraltar. Die GFA war von Dezember 2006 bis Januar 2007 provisorisches Mitglied der UEFA und hatte diesen Status ab Oktober 2012 wieder inne, bis sie schließlich am 24. Mai 2013 als 54. vollwertiges Mitglied von der UEFA aufgenommen wurde. Am 13. Mai 2016 wurde der Verband das 211. Mitglied in der FIFA. Präsident des Verbands ist Desmond Reoch.

## Geschichte
Der Verband wurde 1895 als Gibraltar Civilian Football Association gegründet und ist damit einer der ältesten Fußballverbände der Welt.
Im Dezember 2006 wurde Gibraltar als vorläufiges Mitglied der UEFA zugelassen. Auf der Vollversammlung der UEFA in Düsseldorf im Folgemonat fand der Antrag auf Vollmitgliedschaft jedoch keine Mehrheit, obwohl der internationale Sportgerichtshof (CAS) dem Kontinentalverband zuvor empfohlen hatte, Gibraltar als Mitglied aufzunehmen. Im Oktober 2012 wurde Gibraltar erneut der Status eines vorläufigen Mitgliedes zuerkannt. Die Entscheidung über eine Vollmitgliedschaft traf der UEFA-Kongress am 24. Mai 2013 in London. Kernproblem bis dahin war der Widerstand Spaniens, das territorialen Anspruch auf den Besitz Gibraltars erhebt. Am 20. September 2013 beschloss die UEFA auf einer Sondersitzung in einer Exekutivsitzung in Dubrovnik, dass in der Saison 2014/15 erstmals Vereinsmannschaften des GFA an den Qualifikationen zur UEFA Champions League und UEFA Europa League teilnehmen werden. Außerdem nimmt die Nationalmannschaft an der Qualifikation zur Europameisterschaft 2016 teil.
Am 26. September 2014 verweigerte der Weltfußballverband FIFA dem Verband die Mitgliedschaft mit der Begründung, dass Gibraltar kein unabhängiger Staat sei. Diese Entscheidung wurde später revidiert und die GFA schließlich am 13. Mai 2016 als 211. Mitglied in die FIFA aufgenommen.

## Wettbewerbe

### Nationale Wettbewerbe
Folgende nationalen Wettbewerbe werden unter dem Dach der GFA ausgetragen:
- Gibraltar Eurobet Division, erste Spielklasse mit zehn Vereinen, die übrigen neun Vereine treten in der zweiten Spielklasse (Gibraltar Division 2) an. Es gibt einen Auf- bzw. Absteiger.[1]
- Gibraltarischer Fußballpokal (Originalbezeichnung: Rock Cup)

### Teilnahme an internationalen Wettbewerben
Die gibraltarische Fußballnationalmannschaft nahm erstmals bei der Qualifikation für die Fußball-Europameisterschaft 2016 in Frankreich an Qualifikationsspielen zur Fußball-Europameisterschaft teil.
Nationaler Meister und Pokalsieger nehmen an den Qualifikationen zu den Europapokalwettbewerben teil.

## UEFA-Fünfjahreswertung
Platzierung in der UEFA-Fünfjahreswertung:
(in Klammern die Vorjahresplatzierung). Die Kürzel CL, EL und CO hinter den Länderkoeffizienten geben die Anzahl der Vertreter in der Saison 2025/26 der Champions League, der Europa League sowie der Conference League an.
- 52.  (50)  Wales (Liga, Pokal) – Koeffizient: 5.791 – CL: 1, EL: 0, CO: 2
- 53.  (54)  Montenegro (Liga, Pokal) – Koeffizient: 5.708 – CL: 1, EL: 0, CO: 2
- 54.  (51)  Gibraltar (Liga, Pokal) – Koeffizient: 4.957 – CL: 1, EL: 0, CO: 2

Stand: Ende der Europapokalsaison 2023/24